# Port lotniczy Merowe
Port lotniczy Merowe (ICAO: HSMR, IATA MWE) – port lotniczy położony w Merowe, w Sudanie (stan Asz-Szamalija).

## Linie lotnicze i połączenia
| Linia Lotnicza | Kierunek   |
| -------------- | ---------- |
| Nova Airways   | 1. Chartum |